# Henri Chapu

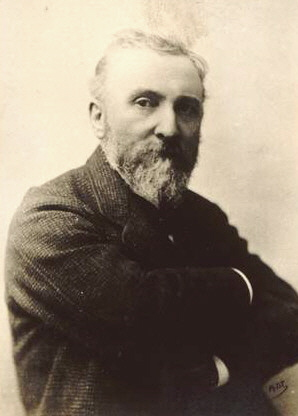
Henri Chapu, Photographie von Pierre Petit

Henri Michel Antoine Chapu (* 29. September 1833 in Le Mée-sur-Seine, Département Seine-et-Marne; † 21. April 1891 in Paris) war ein französischer Bildhauer und Medailleur.

## Leben
Henri Chapu war Student an der École des beaux-arts in Paris; seine Lehrer waren unter anderem die Bildhauer James Pradier und Francisque Joseph Duret sowie der Maler Léon Cogniet. Mit 22 Jahren konnte Chapu anlässlich der großen Ausstellung des Pariser Salons 1855 debütieren und eines seiner Werke wurde dort auch mit dem „Prix de Rome“ ausgezeichnet. Verbunden mit dem Preis war auch ein Stipendium für eine Studienreise nach Italien.
Später betraute man ihn mit der Ausschmückung des Treppenhauses der Handelskammer seiner Heimatstadt. Chapu schuf dafür die Statue der Mechanik. Im gleichen Stil ist auch die Statue der Kantate, mit welcher er den Haupteingang der Opéra de Paris schmückte. Das Standbild des Juristen Pierre-Antoine Berryer vor dem Justizpalast wurde ebenfalls von Chapu geschaffen.
1880 wurde er Mitglied der Académie des Beaux-Arts sowie Offizier der Ehrenlegion.
Henri Michel Chapu war von 1889 bis 1891 Professor für Bildhauerei an der Académie Julian. Er starb 1891 im Alter von 57 Jahren in Paris.

## Rezeption
Ein Großteil seines künstlerischen Schaffens thematisiert auf allegorische Weise die antike Mythologie und setzt sie mit der Gegenwart in Bezug.

## Werke (Auswahl)
- Merkur, der den Heroldsstab erfindet. 1863.
- die kniende Jeanne d’Arc in Domrémy
- der Sämann. 1865.
- die Verwandlung der Klythia in eine Sonnenblume. 1867.
- Jeanne d'Arc, die Stimmen hörend, Bronze 1870, Marmor 1872 (Musée d'Orsay)
- die Statue der Jugend für ein Denkmal des Malers Jean Baptiste Regnault
- die Personifikation des Gedankens für das Grabmal der Gräfin d’Agoult

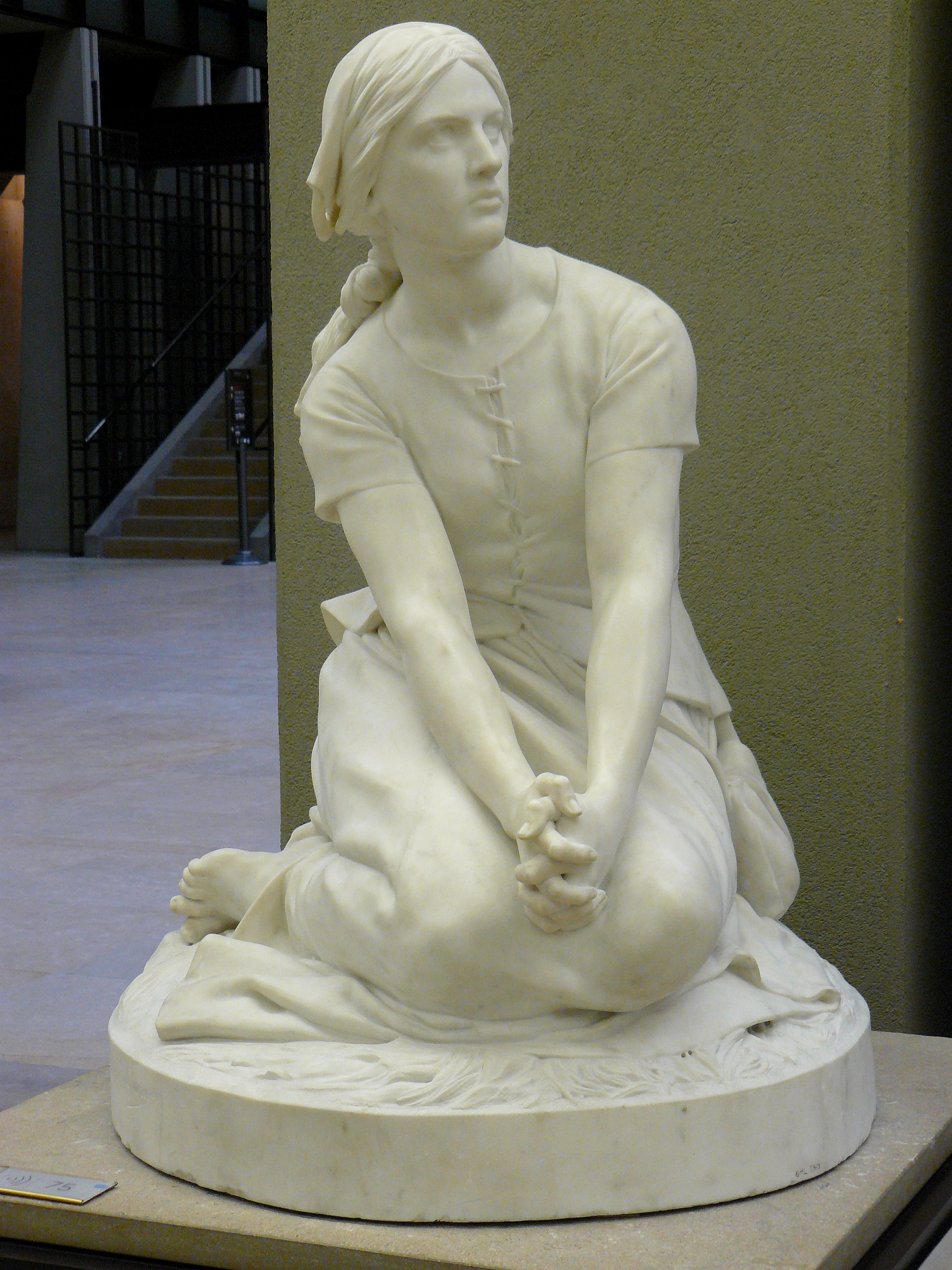
Jeanne d’Arc écoutant ses voix (1872), Paris, Musée d’Orsay.
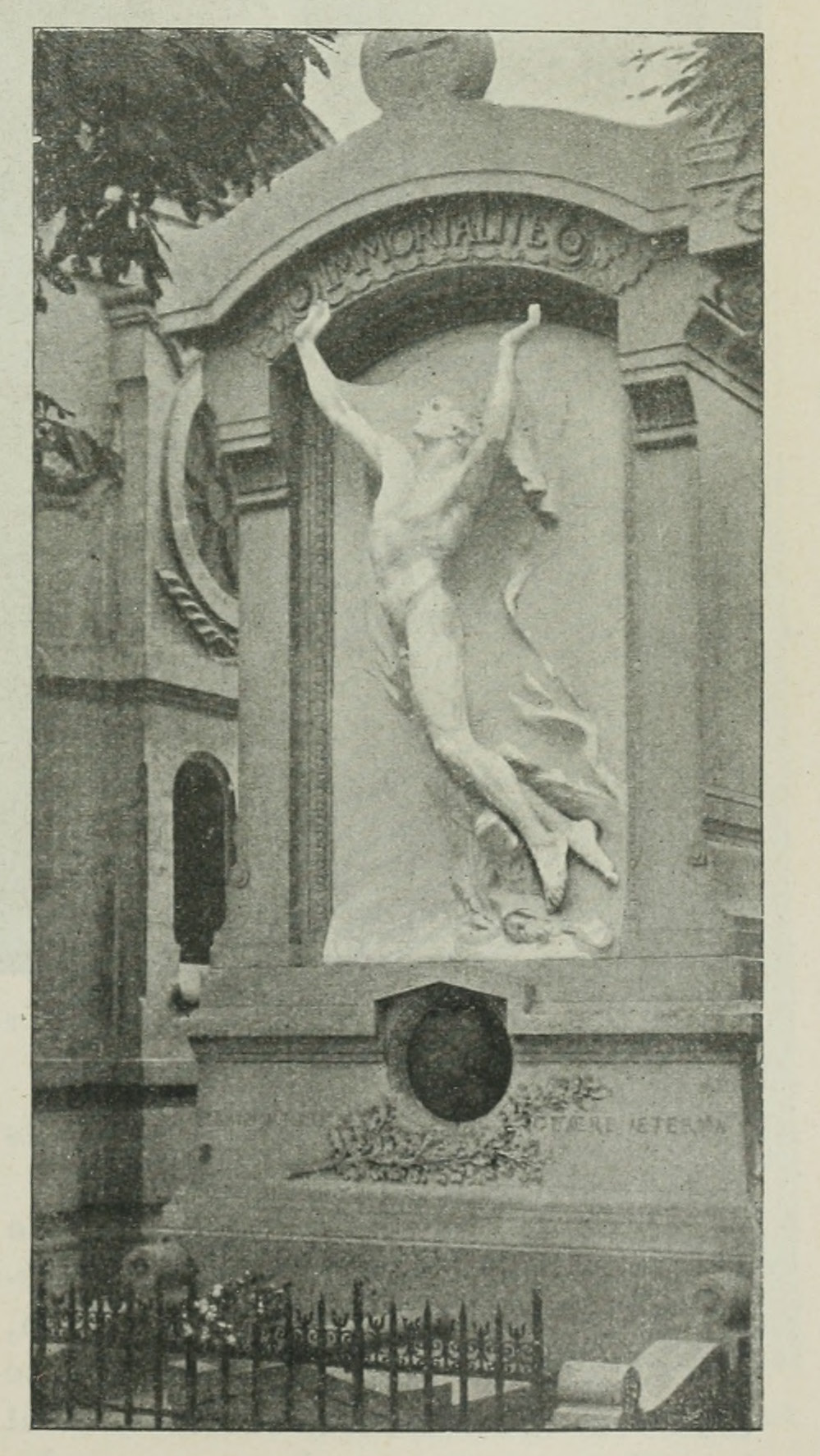
Le Génie de L'immortalité (1880), Grab von Jean Reynaud, Paris, Cimetière du Père-Lachaise
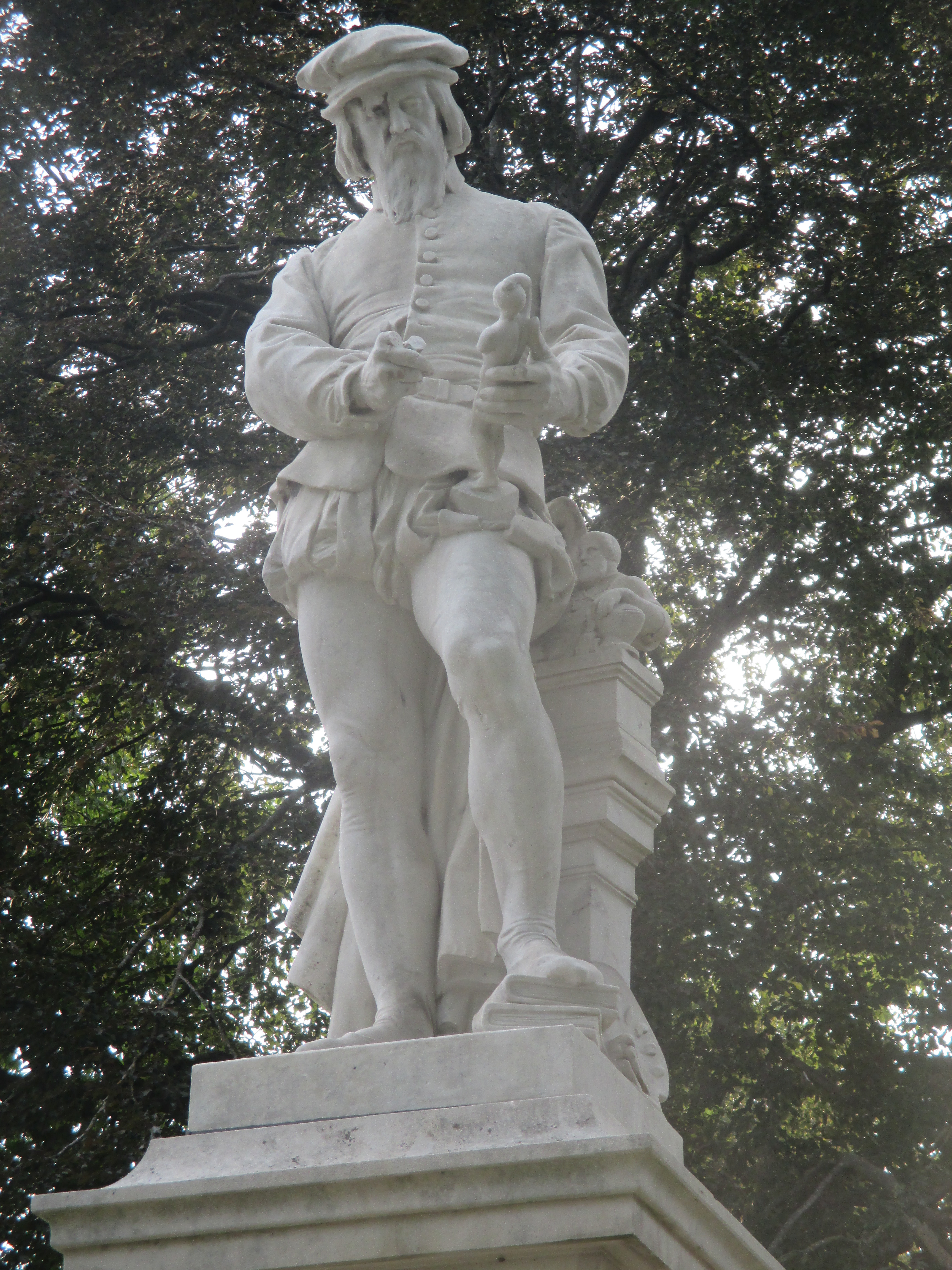
Monument à Jean Cousin (1880), Jardin public in Sens.
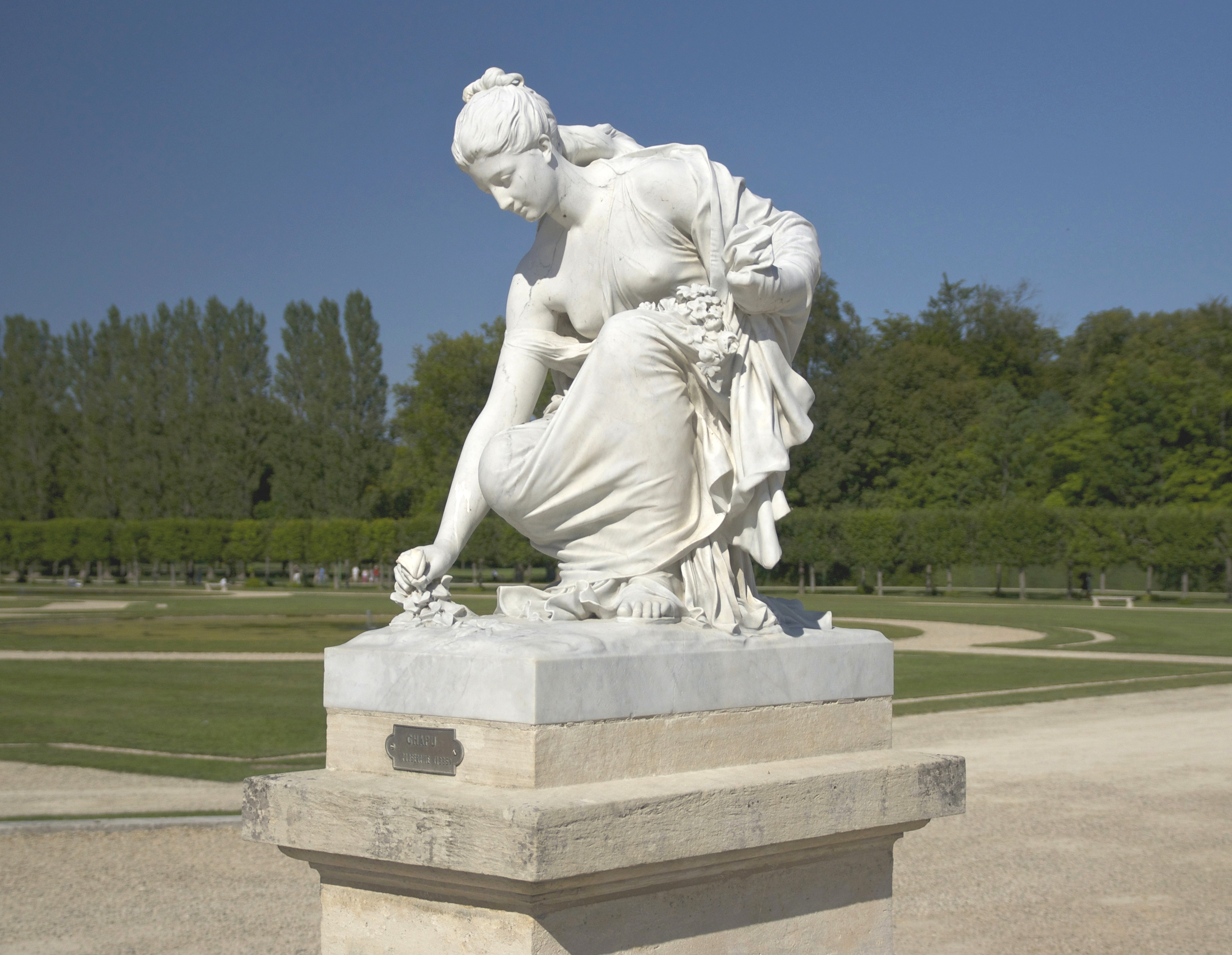
Proserpine (1885), Chantilly, Musée Condé
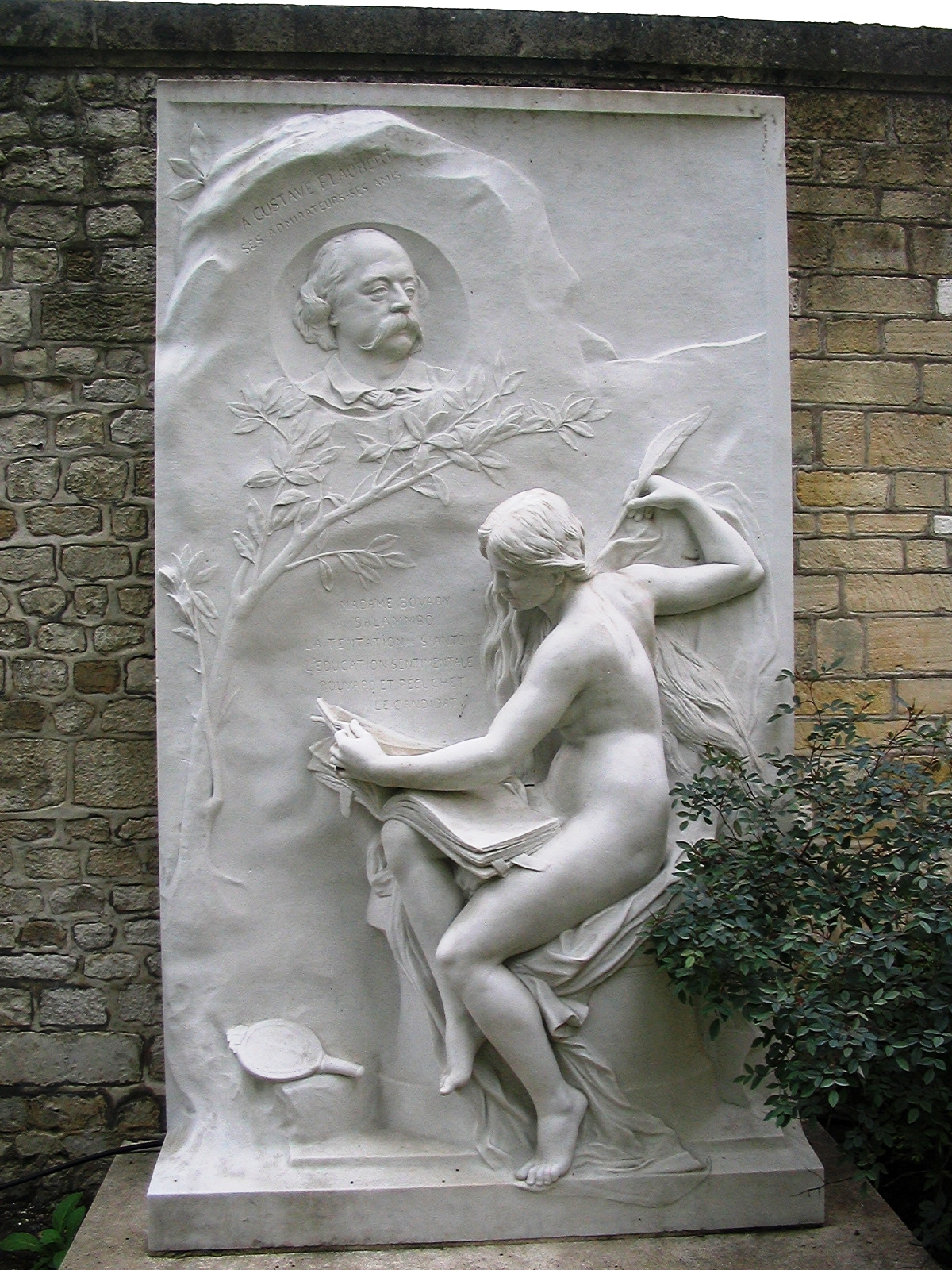
Monument à Gustave Flaubert (1890), Rouen, Musée Flaubert et d’histoire de la médecine